# Yesterday Went Too Soon
Albums de Feeder
Polythene
(1997) Echo Park
(2001)
Singles
1. Day in Day Out
Sortie : 22 mars 1999
2. Insomnia
Sortie : 31 mai 1999
3. Yesterday Went Too Soon
Sortie : 9 août 1999
4. Paperfaces
Sortie : 8 novembre 1999

Yesterday Went Too Soon est le deuxième album du groupe de rock britannique Feeder, sorti le 30 août 1999 sous le label Echo.
 S'étant classé 8e dans les charts au Royaume-Uni, l'album a eu du succès auprès du public britannique, mais également aux États-Unis et en Asie de l'Est, au Japon et en Corée du Sud.
Toutes les chansons ont été écrites par Grant Nicholas

## Liste des pistes

### Version Amérique du Nord / Europe / Australie
1. Anaesthetic
2. Insomnia
3. Picture of Perfect Youth
4. Yesterday Went Too Soon
5. Waiting For Changes
6. Radioman
7. Day In Day Out
8. Tinsel Town
9. You're My Evergreen
10. Dry
11. Hole In My Head
12. So Well
13. Paperfaces
14. Bubblehead (piste cachée)

### Version Japon
1. Anaesthetic
2. Insomnia
3. Picture of Perfect Youth
4. Yesterday Went Too Soon
5. Waiting For Changes
6. Radioman
7. Day In Day Out
8. Tinsel Town
9. You're My Evergreen
10. Dry
11. So Well
12. Paperfaces
13. I Need A Buzz
14. Can't Dance To Disco

### Version Corée
1. Anaesthetic
2. Insomnia
3. Picture of Perfect Youth
4. Yesterday Went Too Soon
5. Waiting For Changes
6. Radioman
7. Day In Day Out
8. Tinsel Town
9. You're My Evergreen
10. Dry
11. Hole In My Head
12. So Well
13. Paperfaces
14. High